# 6 de juliol
El 6 de juliol és el cent vuitanta-setè dia de l'any del calendari gregorià i el cent vuitanta-vuitè en els anys de traspàs. Queden 178 dies per finalitzar l'any.

## Esdeveniments
Països Catalans
- 985, Barcelona: el hàjib andalusí Almansor (o Al-Mansur) culmina la campanya contra el comtat de Barcelona destruint part de la ciutat (Destrucció de Barcelona), saquejant-la i fent-ne presoners molts ciutadans; això va ser possible perquè les peticions d'ajuda del comte Borrell II van ser ignorades pel seu senyor feudal, el rei franc Lotari I. Per aquest motiu, tres anys després, es nega a renovar el pacte de vassallatge amb el nou rei de França, Hug Capet, la qual cosa representà la independència de facto dels territoris sota el poder de Borrell.
- 1985, Barcelona: Lluís Llach omple el Camp Nou en un concert històric.
- 1999, Barcelona: un grup feixista armat assalta la seu de l'Associació d'Estudiants Progressistes.

Resta del món
- 1929, Madrid, Espanya: El dictador Miguel Primo de Rivera prepara una constitució per a la seva dictadura.
- 1937
  - Brunete, Província de Madrid, Espanya: Hi comença la batalla de Brunete.
- 1947: Espanya: S'hi celebra un referèndum sense cap garantia democràtica que ratifica la Ley de Sucesión en la Jefatura del Estado, la qual proclama Franco com a cap d'estat.[1]
- 1965, Estats Units: la cançó (I Can't Get No) Satisfaction, de The Rolling Stones, arriba al número u de vendes.
- 1982, Espanya: la crisi interna d'UCD provoca la dimissió de Leopoldo Calvo-Sotelo com a president del partit; serà succeït en el càrrec per Landelino Lavilla.
- 2005: el Comitè Olímpic Internacional tria la ciutat de Londres com a seu dels Jocs Olímpics d'Estiu de 2012, el dia abans de patir una cadena d'atemptats atribuïts a Al Qaida.
- 2006, Sant Sebastià, Euskadi: el PSE i Batasuna es reuneixen per primer cop després de l'alto al foc permanent d'ETA.[2]
- 2016: Es fa públic l'Informe Chilcot

## Naixements
Països Catalans
- 1889 - Barcelona: Clementina Arderiu i Voltas, poetessa catalana (m. 1976).[3]
- 1917 - Barcelona: Heribert Barrera, polític i químic català, membre d'Esquerra Republicana de Catalunya i primer president del restaurat Parlament de Catalunya des del 1980 fins al 1984 (m. 2011).
- 1922 - Barcelona Maria Lluïsa Oliveda, actriu, directora i empresària teatral catalana, lluitadora pels drets de les dones (m. 2020).[4]
- 1954 - la Floresta: Carme Capdevila i Palau, biòloga i política catalana que va ser consellera d'Acció Social i Ciutadania de la Generalitat de Catalunya.[5]
- 1963 - Lleida: Maria Àngels Cabasés i Piqué, economista, professora i política catalana.[6]
- 1965 - Alacantː María Blasco, científica espanyola especialitzada en els telòmers i la telomerasa.[7]
- 1980 - Barcelona: Pau Gasol i Sàez, jugador català de bàsquet.

Resta del món
- 1387 - Pamplona: Blanca I de Navarra, reina de Navarra (m. 1441).[8]
- 1755 - York (Anglaterra): John Flaxman (1755-1826) fou un escultor, dibuixant, dissenyador i el principal artista del neoclassicisme a Anglaterra (m. 1826).[9]
- 1768 - Durlach (Alemanya): Johann Georg Heinrich Backofen, músic i compositor alemany (m. 1839).
- 1781 - Port Morant, Jamaica: Sir Thomas Stamford Raffles, polític i naturalista britànic, més conegut per la fundació de la ciutat de Singapur (m. 1826).[10]
- 1785 - Norwich (Anglaterra): Sir William Jackson Hooker, botànic i il·lustrador botànic anglès (m. 1865).[11]
- 1796 - Gàtxina, óblast de Leningrad, Imperi Rus: Nicolau I de Rússia, tsar rus (m. 1855).
- 1823, Kalmar: Sophie Adlersparre, activista pionera sueca pels drets de les dones (m. 1895).[12]
- 1832 - Viena, Àustria: Maximilià I de Mèxic, de nom Ferdinand Maximilian Joseph von Habsburg-Lothringen, emperador de Mèxic (m. 1867).
- 1859 - Olshammar (Suècia): Verner von Heidenstam, escriptor suec, Premi Nobel de Literatura de l'any 1916 (m. 1940).[13]
- 1865 - Viena (Àustria): Émile Jaques-Dalcroze, compositor, músic i educador musical suís, que va desenvolupar el mètode Dalcroze (m. 1950).[14]
- 1868 - Londres, Anglaterra: Princesa Victòria del Regne Unit, (m. 1935).[15]
- 1877 - Priego de Córdoba, Còrdova, Espanya: Niceto Alcalá-Zamora, primer president de la Segona República espanyola (m. 1949).[16]
- 1881 - Drøsselbjerg, illa de Selàndia, Dinamarca: Nancy Dalberg, compositora danesa (m. 1949).[17]
- 1887 - Sydney: Annette Kellermann, nedadora professional que lluità per la modernització del banyador esportiu per a dona (m. 1975).[18]
- 1898 - Leipzig, Alemanya: Hanns Eisler, compositor alemany (m. 1962).[19]
- 1900 - Nova York: Frederica Sagor Maas, guionista de cinema nord-americana (m. 2012).[20]
- 1903 - Linköping, Suècia: Hugo Theorell, Premi Nobel de Medicina o Fisiologia el 1955 (m. 1982).[21]
- 1907 - Coyoacán, Mèxic: Frida Kahlo, pintora mexicana (m. 1954).[22]
- 1920 - Christiania: Elise M. Boulding, sociòloga pionera dels estudis per a la pau i resolució de conflictes (m. 2010).[23]
- 1921 - Nova York, Estats Units: Nancy Reagan, actriu estatunidenca, muller del president dels Estats Units Ronald Reagan.
- 1923 - Kurów, Polònia: Wojciech Jaruzelski, president de Polònia.
- 1925 - Highland Park, Michigan, Estats Units: Bill Haley, cantant de rock and roll estatunidenc i líder del grup Bill Haley & His Comets (m. 1981).
- 1927 - Merced, Califòrnia, Estats Units: Janet Leigh, actriu estatunidenca (m. 2004).
- 1930 - Anvers: Françoise Mallet-Joris, escriptora franco-belga (m. 2016).[24]
- 1935 - Takster, Tibet: Tenzin Gyatso, catorzè Dalai Lama.
- 1937 - Springville, Califòrnia, Estats Units: Ned Beatty, actor estatunidenc.
- 1937 - Nijni Nóvgorod, URSS: Vladímir Aixkenazi, director d'orquestra i pianista rus.
- 1940 - Txemolgan, Kazakhstan: Nursultan Abixulí Nazarbàiev, president del Kazakhstan.
- 1946 - New Haven, Connecticut, Estats Units: George W. Bush, 43è president dels Estats Units.
- 1946 - Melbourne, Victòria, Austràlia: Peter Singer, filòsof utilitarista australià.
- 1946 - Nova York, Estats Units: Sylvester Gardenzio Stallone, conegut com a Sylvester Stallone, actor estatunidenc.
- 1948 - Mainneville, Eure, França: Nathalie Baye, actriu francesa.
- 1948 - São Paulo, Brasil: Arnaldo Dias Baptista, músic i compositor brasiler de música rock.
- 1950 - West Bromwich, West Midlands, Anglaterra: John Byrne, dibuixant de còmics anglès.
- 1951 - Toowoomba, Queensland, Austràlia: Geoffrey Rush, actor australià.
- 1952 - Glossop, Derbyshire: Hilary Mantel, escriptora anglesa.[25]
- 1953 - Seguin, Texas, Estats Units: Nanci Griffith, cantant, guitarrista i autora de cançons de country estatunidenca.[26]
- 1955 - Bhopal, Índia: Sheila Sri Prakash, arquitecta i urbanista, també ha treballat en el món de la dansa i de les arts.[27]
- 1958 - Elgoibar, Guipúscoa, Euskadi: Arnaldo Otegi, polític basc.
- 1961 - Växjö, Suècia: Jonas Jonasson, periodista i escriptor suec.
- 1967 - Illes Bermudes: Heather Allison Frith, coneguda com a Heather Nova, cantautora i poetessa britànica.
- 1972 - París (França): Laurent Gaudé, dramaturg i escriptor francès, Premi Goncourt 2004.[28]
- 1975 - Nova York, Estats Units: Curtis James Jackson III, conegut com 50 Cent, cantant de hip-hop estatunidenc.
- 1978 - Azpeitia, Guipúscoa, Euskadi: Joseba Albizu, ciclista basc.
- 1987 - Londres, Anglaterra: Kate Nash, cantautora anglesa.[29]

## Necrològiques
Països Catalans
- 1994, Banyoles, Pla de l'Estany: Maria Perpinyà i Sais, poeta, periodista i traductora catalana (n. 1901).[30]
- 2001, Barcelona: Josep Vergés i Matas, editor català, cofundador de Destino.[31]
- 2010, Alacant, Alacantí: José Rico Pérez, empresari i president de l'Hèrcules CF d'Alacant des de 1971 a 1984 (n. 1918).
- 2011, Quart, Gironès: Miquel Pairolí i Sarrà, escriptor, crític literari i periodista català (n. 1955).[32]

Resta del món
- 1135, Lieja, Principat de Lieja (actualment Bèlgica): Alexandre de Jülich, príncep-bisbe del principat de Lieja.
- 1189, Chinon, Indre-et-Loire (actualment França): Enric Plantagenet, Enric II d'Anglaterra, rei d'Anglaterra (n. 1133).[33]
- 1249, Kerrera, Hèbrides Interiors, Escòcia: Alasdair mac Uilliam Garbh, que esdevindria Alexandre II d'Escòcia, rei escocès (n. 1198).
- 1415, Constança, Baden-Württemberg, Alemanya: Jan Hus, reformador bohemi, fet cremar per heretge pel Concili de Constança.[34] (n. entre 1369 i 1373)
- 1533, Ferrara: Ludovico Ariosto, poeta italià, autor del poema èpic Orland Furiós (n. 1474).[35]
- 1535, Londres, Anglaterra: Thomas More, també conegut com a Sant Tomàs Moro, pensador, teòleg, humanista, jurista, polític, escriptor i home d'Estat anglès (n. 1478).[36]
- 1553, Greenwich, Anglaterra: Eduard Tudor i Seymour de Witshire, Eduard VI d'Anglaterra, rei d'Anglaterra i Irlanda (n. 1537).[37]
- 1819, París, França: Sophie Blanchard, pionera de l'aeronàutica francesa, destacada per les ascensions en globus aerostàtic (n. 1778).[38]
- 1820, Natchez, Mississipi: Judith Sargent Murray, escriptora estatunidenca que escrigué sobre els drets de les dones (n. 1751).[39]
- 1858, Copenhaguen: Ida da Fonseca, cantant d'òpera i compositora danesa (m. 1802).[40]
- 1890, East Sheen, Surrey (Anglaterra): Sir Edwin Chadwick , reformista social britànic conegut per la seva tasca de reforma de les Lleis de Pobres (Poor Laws)(n. 1800).[41]
- 1893, Dieppe, França: Henry-René-Albert-Guy de Maupassant, conegut com a Guy de Maupassant, escriptor francès (n. 1850).[42]
- 1902, Corinaldo, Província d'Ancona (actualment Itàlia): Maria Teresa Goretti, coneguda com a Maria Goretti, santa catòlica (n. 1890).
- 1904, Vall de Jidebay: Abaj Kunanbajev, escriptor i filòsof kazakh considerat el creador de la literatura nacional kazakh.
- 1914, Montevideo, Uruguai: Delmira Agustini, poetessa uruguaiana, una de les més importants de l'Amèrica Llatina (n. 1886).[43]
- 1916, Bordeus, França: Odilon Redon, pintor francès (n. 1840).[44]
- 1932, Pangbourne, Berkshire (Anglaterra): Kenneth Grahame, escriptor britànic (m. 1932).[45]
- 1933, Hèlsinki, Finlàndia: Robert Kajanus, compositor finlandès. Fundador de la nissaga de músics Kajanus (n. 1856).[46]
- 1962, Oxford, Mississipi, Estats Units: William Faulkner, escriptor estatunidenc, Premi Nobel de Literatura el 1949 (n. 1897).[47]
- 1970, Palm Springs, Califòrnia, Estats Units: Marjorie Rambeau, actriu estatunidenca.[48]
- 1971, Nova York, Estats Units: Louis Armstrong, trompetista i cantant de jazz estatunidenc (n. 1901).[49]
- 1973, Zúric, Suïssa: Otto Klemperer, director d'orquestra alemany (n. 1885).
- 1976, Pequín (Xina): Zhu De 朱德, militar xinès, considerat el creador de l'Exèrcit Roig de la Xina (n. 1886).[50]
- 1984, Sydney: Mina Wylie, nedadora australiana, medallista olímpica el 1912 (n. 1891).[51]
- 1982, Nottinghamshire, Anglaterra: Alma Reville, actriu de doblatge, guionista, muntadora i ajudant de direcció, coneguda com a Lady Hitchcock per ser l'esposa d'Alfred Hitchcock (n. 1899).
- 1989, Budapest, Hongria: János Kádár, és el pseudònim de Giovanni Giuseppe Czermanic (més tard Csermanek), polític hongarès, màxim dirigent del seu país durant trenta-dos anys.[16]
- 1994, Pacific Palisades, Califòrnia, Estats Units: Cameron Mitchell, actor estatunidenc de cinema, televisió i teatre a Broadway (n. 1918).
- 1999, Madrid, Espanya: Joaquín Rodrigo Vidre, compositor valencià (n. 1901).[52]
- 2002, Los Angeles, Califòrnia, Estats Units: John Frankenheimer, director de cinema estatunidenc (n. 1930).
- 2003, 
  - Belleville, Illinois, Estats Units: Buddy Ebsen, actor i ballarí estatunidenc (n. 1908).
  - Londres, Anglaterra: Kathleen Raine, poetessa i crítica literària anglesa (n. 1908).[53]
- 2004, Viena, Àustria: Thomas Klestil, polític austríac, President del país (n. 1932).
- 2005, París, França: Claude Simon, escriptor francès, resident a Salses (el Rosselló), Premi Nobel de Literatura el 1985 (n. 1913).[54]
- 2011, San Francisco, Califòrnia, Estats Units: Robert McNamara, executiu i polític estatunidenc (n. 1916).
- 2020, Roma, Itàlia: Ennio Morricone, compositor italià de música de cinema (n. 1928).[55]
- 2024, Madrid (Espanya)ː Mirta Díaz-Balart, primera dona de Fidel Castro (n. 1928).[56]

## Festes i commemoracions
- Festa local a Montgat i a Arenys de Mar, a la comarca del Maresme

### Santoral[57]

#### Església Catòlica[58]
- Sants al Martirologi romà (2011): Ròmul de Fiesole, màrtir (s. I); Ciríaca de Nicomèdia, màrtir (307); Sisoes el Gran, eremita (ca. 429); Pal·ladi d'Escòcia, monjo (432); Monenna de Killeavy, abadessa (517/518); Just de Condrat, monjo (s. VI); Goar de Coblença, eremita (575); Pere Wang Zuolong, màrtir (1900); Maria Goretti, verge i màrtir (1902).
  - Beats: Thomas Alfield, màrtir (1585); Augustin-Joseph Desgardin, monjo màrtir (1794); Susanne Agathe de Loye, benedictina màrtir (1794); Maria Theresia Ledóchowska, religiosa (1922), Nazaria Ignacia March Mesa (1943), fundadora de les Missioneres Croades de l'Església.
- Sants: Tranquil·lí de Roma, màrtir (286); Dominica de Tropea, màrtir (303); Rictiovar de Siracusa, màrtir company de Santa Llúcia; Sever d'Avranches, bisbe; Gredfyw de Llanllyfni, eremita (s. VI); Modwenna de Polesworth, verge (ca. 900); Noiala de Bretanya, màrtirs.
- Beats: 32 Màrtirs d'Aurenja, monges (1794)
- Venerable Pere de la Creu, servita (1522)
- Venerats a l'Orde de la Mercè: beat Christophe Solin

#### Església Copta
- 29 Baoni: sants Abahour i Bixai, màrtirs, i Teodora, la seva mare, màrtirs a Alexandria; Concepció, Naixement i Resurrecció de Crist; Set Màrtirs de Tuna: Bassidi, Còtol, Ardama, Mussa, Aissi, Barcalas i Còtol.

#### Església Ortodoxa (segons el calendari julià)
- Se celebren els corresponents al 19 de juliol del calendari gregorià

#### Església Ortodoxa (segons el calendari gregorià)
Corresponen als sants del 23 de juny del calendari julià.
- Sants: Agripina de Roma, màrtir (260); Eustoqui, Gai, Probus, Lol·li i Urbà d'Ancira, màrtirs (segles iv–v), Arístocles, Demetri i Atanasi, màrtirs; Marc d'Efes, bisbe; Atanasi de Quitros, bisbe; Zenó i Zena de Filadelfia, màrtirs; Niceti de Tebes, i Teodor, Gregori i Daniel (1079); Màrtirs de Vladímir; Dionisi de Polosk (1182); Miquel de Klops (1482); Artemi de Verkolsk (1545); Germà de Kazan (1567); Josep, Joanici i Antoni de Vologda, abats (1612); Geràssim de Creta, Neòfit de Knossos, Hieroteu de Piopoleos, Joaquim de Xepponessos i coompanys màrtirs (1822); Zòsim de Solovki, monjo (1855); Aleksandr, Aleksej, Piotr, màrtirs (1918); Metròfan d'Astrakhan i Lleonci d'Enotaevsa, bisbes màrtirs (1919); Maksim de Serfukhov, bisbe màrtir (1931).

#### Esglésies luteranes
- Jan Hus; a l'Església Luterana de Missouri: Isaïes (profeta)

#### Esglésies anglicanes
- Tomàs More i John Fisher, màrtirs